# 奥莉加·哈尔兰
奥莉加·亨納迪伊芙娜·哈尔兰（羅馬化：Olha Hennadiivna Kharlan；1990年9月4日—），乌克兰女子击剑运动员，曾代表乌克兰参加2008年、2012年、2016年和2024年四屆奥运，共获得一枚金牌、一枚银牌和三枚铜牌，並數度世界排名第一。

## 拒絕跟俄羅斯選手握手
自俄罗斯2022年2月全面入侵烏克蘭、並以白俄罗斯作為侵略跳板後，烏克蘭政府禁止國家隊運動員跟俄羅斯和白俄羅斯選手對壘，但後來放寬至准許與不以俄白名義參賽的運動員對賽，哈爾蘭是新規定下首位對戰俄國選手的烏克蘭運動員。在以個人身分參賽的項目則不受上述規定限制，但伊莉娜·斯維托莉娜和瑪莎·柯絲堤雅克等網球名將都有拒跟俄白對手握手的紀錄。
2023年7月27日，哈爾蘭出戰米蘭劍擊世錦賽期間，在女子個人佩劍首圈以15比7擊敗以中立名義參賽的俄羅斯選手斯米爾諾娃（Anna Smirnova），獲得烏克蘭代表團約20名成員齊聲高呼「榮光歸烏克蘭」。國際擊劍總會的規則規定，「比賽結果出爐後，兩名擊劍運動員必須握手」，否則將被罰「黑牌」。不過，哈爾蘭賽後拒絕跟俄羅斯對手按賽例賽後握手，只伸劍向前要求只以碰劍道別，但斯米爾諾娃拒絕，並坐在劍道逾半小時抗議。哈爾蘭告訴數名記者，「我今天要傳達的訊息是，烏克蘭運動員已經準備好，要在運動場上面對俄羅斯選手了，但我們絕對不會和她們握手。」哈爾蘭隨後被裁判出示「黑牌」取消資格，因世界賽是奧運其一最重要的預選賽，哈爾蘭面臨不夠奧運積分晉級的危機，事件亦惹起爭議。
烏克蘭上下力撐哈爾蘭，抗議賽會決定。烏克蘭總統顧問米哈伊洛·波多利亚克在社群媒體上寫道，「（取銷參賽資格）的決定，完全是缺乏同理心、誤解背後情感因素的表現，極其可恥。」烏克蘭擊劍協會要求恢復哈爾蘭的參賽資格，並向國際擊劍總會辦公室表達抗議。哈爾蘭也表明不後悔，但聲稱曾獲國際劍擊總會希臘籍臨時主席卡齊亞達基斯（Emmanuel Katsiadakis）同意，在比賽結束後，不握手是「可行的」，可改採以碰劍禮代替握手——碰劍禮原是劍擊界替代握手的新冠防疫措施之一。哈爾蘭談到卡齊亞達基斯時表示，「我以為自己得到了他的承諾，所以是安全的，但顯然並沒有。」卡齊亞達基斯於2022年2月俄羅斯入侵烏克蘭後，接替俄羅斯的阿利舍尔·乌斯曼诺夫，成為國際擊劍總會主席。
国际奥林匹克委员会翌日介入事件，劍擊選手出身的主席托马斯·巴赫致函表明「全面支持」哈爾蘭，保證即使哈爾蘭最後積分不足，國際奧委會仍承諾會給予哈爾蘭自動晉身巴黎夏季奧運的資格，他又呼籲各屬會在烏俄選手對賽問題上展示「敏感度」。哈爾蘭對新決定表示高興及感謝，並表示，「能為家人、劍擊隊、國家和所有支持我的人民比賽，對一個選手來說是最重要的。」國際劍擊總會同日稍後決定恢復哈爾蘭的世界賽參加資格，但堅稱當初懲罰決定正確。